# Здравчев развигор
Здравчев развигор (Eumedonia eumedon) је дневни лептир из породице плаваца (Lycaenidae). Настањује Палеарктик. Раније је сврставан у родове Plebejus, Plebeius, Polyommatus и Aricia, али су скорашње молекуларне анализе показале да је Eumedonia валидан род, различит од оних поменутих.

## Изглед
Распон крила износи 26–30 mm. Оба пола имају смеђа крила, а од сродних врста се разликују по белој линији на средини крила која је видљива са доње стране.

## Распрострањење
Врста је присутна у готово целој Европи, одсутна је само са Британских острва, из Бенелукса и Португалије. У Србији насељава јужни део земље, углавном на висинама преко 500м. Највећи број налаза је са преко 1000 м надморске висине. 

## Биологија
Гусеница се храни биљкама из родова Geranium и Erodium, а у Србији је биљка домаћин увек Geranium sanguineum.
Одрасле јединке лете у једној генерацији, од краја маја до августа. Никада се не удаљавају знатно од биљке домаћина. У Србији је ово типична планинска врста дневног лептира.

## Галерија
- Лептир на биљци домаћину
- Удварање